# Вітовиці (Свентокшиське воєводство)
Вітовиці (пол. Witowice) — село в Польщі, у гміні Боґорія Сташовського повіту Свентокшиського воєводства.
Населення — 223 особи (2011).
У 1975-1998 роках село належало до Тарнобжезького воєводства.

## Демографія
Демографічна структура на день 31 березня 2011 року:
|          | Загалом | Допрацездатний вік | Працездатний вік | Постпрацездатний вік |
| -------- | ------- | ------------------ | ---------------- | -------------------- |
| Чоловіки | 111     | 25                 | 73               | 13                   |
| Жінки    | 112     | 20                 | 62               | 30                   |
| Разом    | 223     | 45                 | 135              | 43                   |